# 内藤大助
内藤 大助（ないとう だいすけ、1974年8月30日 - ）は、日本の元プロボクサー。北海道虻田郡豊浦町出身。元WBC世界フライ級王者。
宮田ジムに所属していた。引退後はタレントやボクシング解説者として活動している。マネジメント先はトラロックエンターテインメント。血液型O型。既婚。2男の父。

## 来歴

### プロデビューまで
母親は、大助を身ごもっている時に夫と離婚しており、アルバイトで大助と4歳上の長男を養い、後に小さな民宿を始めた。一家の生活は楽ではなかったものの、学校ではマラソン大会や運動会の徒競走で必ず1位になるなど運動神経抜群で、クラスでは人気者だった。
中学では卓球部に所属、2年になるといじめの標的にされた。生活が苦しかったため、兄のお下がりの制服やスキーウェアなどを着ていけば「ボンビー（貧乏）」というあだ名で馬鹿にされた。給食のおかずや貴重品を取り上げられたり、教師に見つからない人目につかない場所で暴行も受けた。内藤は胃潰瘍を患うまでに追い詰められるも、教師からはいじめには気付いてもらえず、気の強い母親への相談も諦め、1人でいじめに耐える中学生活を送った。
進学先の北海道豊浦高等学校にいじめ加害者らが進学しなかったことから、ようやくいじめから解放され、新しい仲間との出会いを通じて本来の明るさを取り戻す。ハンドボール部に所属し、3年時には同校初の全道大会出場に貢献した。
卒業後には洞爺湖そばにあるホテルに調理師として就職が内定していたが、春休みの研修で上司と口論になり内定を取り消され、就職に失敗した。
以降、定職に就かずだらだらと日々を過ごしていたが、母親に叱咤され上京した。母はあらかじめ、生別した実父が経営する工務店に「大助を働かせてやってほしい」と話をつけていた。上京から1年後、書店で目にしたボクシング雑誌に刺激を受け、下宿先の近くにあった宮田ジムに入門。内藤はボクシングを始めた動機について「地元に帰省したらいじめっ子に会うんじゃないかって怖かった。でも、ジムに通えばケンカに強くなれる。強くなれなくても『ジムに行っている』と言えば、いじめっ子をびびらせられるって思った」と振り返っている。しかし、格闘技が好きではなかった母から「あんな野蛮なスポーツはダメだ」と叱られ、勘当を言い渡された。

### プロデビュー後〜日本王座獲得
1996年10月11日にプロデビュー戦。1RKO勝ちで飾ると、1998年12月19日の全日本フライ級新人王決定戦で福山登（大阪帝拳）に1RKO勝ちし、9勝1引き分けの戦績で新人王を獲得した。
2001年7月16日、坂田健史（協栄）の持つ日本フライ級王座に挑戦するも、引き分けで王座獲得はならなかった（大串事件も参照）。
2002年4月19日、タイでポンサックレック・シンワンチャー（タイ）の持つWBC世界フライ級王座に挑戦し、世界フライ級タイトルマッチ史上最短記録となる1R34秒KO負けを喫した（当該節参照）。しかし、復帰戦でKO勝ち。その後も菊井徹平（花形）を下すなど、順調に勝ち進んだ。
2004年6月6日、日本フライ級王者の中野博（畑中）に挑戦。中野から2度のダウンを奪うなど一方的に攻め続け、6Rに偶然のバッティングによる負傷判定勝ちを収め、日本王座を獲得した。10月11日には小嶋武幸（横浜さくら）を相手に初防衛戦を行い、日本タイトルマッチ史上最短となる1R24秒でKO勝ちを収めた。
2005年10月10日、WBC世界フライ級王者・ポンサクレックに再挑戦するも、7R負傷判定で敗れた（当該節参照）。
2006年6月27日、OPBF東洋太平洋フライ級王者の小松則幸（エディタウンゼント）と、史上初の日本・東洋太平洋統一タイトルマッチを行い、小松を6RTKOで破り、日本・東洋太平洋王座の2冠となった。12月10日には東洋太平洋王座単独の防衛戦を行い、判定で初防衛している。
2007年、自身の負傷と、日本・東洋王座の防衛戦の兼用が困難になったことなどを理由に、両王座を返上した。

### 世界王座獲得
2007年1月から白井・具志堅スポーツジムの野木丈司トレーナーに師事し、戦術とスタミナの強化に努めた。
ポンサクレックとの3度目の世界タイトル戦が決定したが、スポンサー集めが難航し、資金を用意できず開催が危ぶまれた。内藤は会見で「ファイトマネーはゼロでいい。リングに上げて下さい」と懇願、ディスカウントストア大手のドン・キホーテがスポンサーに就いた。東京都の独立UHF局であるTOKYO MXでの生中継が決定したことから、無事開催された。
7月18日、WBC世界フライ級王座3度目の挑戦で、ポンサクレックに12R判定勝ち。32歳10か月にして悲願の世界チャンピオンとなった（#第3戦参照）。
2007年10月11日に亀田三兄弟の次男・亀田大毅（当時：協栄）と対戦し、亀田大毅から度重なる反則行為を受けたが3-0の判定で勝利した（当該節参照）。内藤はこの勝利で亀田家に初めてプロでの黒星を付けただけでなく、これをきっかけに国民的な人気者となって以降の試合は全てTBSテレビが中継した。
2008年3月8日に両国国技館で、前王者であるポンサクレックと2度目の防衛戦、ポンサクレックとの4度目の対戦を行った。試合は12R判定でジャッジは内藤勝利1、ポンサクレック勝利1、ドロー1で引き分けとなったため、規定により2度目のタイトル防衛となった（当該節参照）。
2008年7月30日に国立代々木競技場第一体育館で、当時の日本王者・清水智信（金子）と3度目の防衛戦。9Rまで清水のアウトボクシングに苦戦しポイントリードを許したが、10Rにカウンターを起点にしたラッシュでダウンを奪う。立ち上った清水に更に畳み掛けて2度目のダウンを奪い、逆転KO勝ちで世界王座3度目のタイトル防衛となった。この日の興行ではダブルタイトルマッチとして、WBA同級王者・坂田健史の防衛戦も行われた。
2008年12月23日に両国国技館で、元東洋太平洋ライトフライ級王者・山口真吾（渡嘉敷）と対戦した。11Rに山口からダウンを奪うと、立ち上がってきたところに連打を叩き込み、レフェリーストップで1分11秒TKO勝ち。世界王座4度目の防衛を果たした。山口戦前には普段の生活を見直し「午前0時前には必ず寝る」、「8時間以上の睡眠」、「ネットやメールは必要最小限に控える」を実行。「休みの日に練習するのは、サボるのと一緒」とオーバーワークにも注意した。
2009年5月26日、WBC世界フライ級10位の熊朝忠（中国）を相手に5度目の防衛戦。当初は中国・上海での対戦予定であったが、現地のイベント代行業者の不手際によって現地での開催を断念し、急遽東京のディファ有明で、前座試合無しのワンマッチ興行、チケットは当日券のみという異例の形で開催された。試合は終始苦戦を強いられ、5Rに偶然のバッティングで右瞼をカット、6Rにはダウン、11Rには口内をカットして出血し、熊の猛攻に防戦一方となった場面もあったが、3-0の判定勝ちで5度目の王座防衛に成功した。

### 世界王座陥落〜現役引退
2008年11月に開催されたWBC総会で、1位のパノムルンレック・クラティンデーンジム以外に、同年5月に行われた挑戦者決定戦に勝利した2位フリオ・セサール・ミランダにも指名挑戦権を認めるとされていたが、ミランダの指名挑戦権は2009年4月に前王者であるポンサクレックと暫定王座決定戦で対戦することが決まった時点で失効し、この決定戦ではポンサクレックが暫定王座を獲得した。

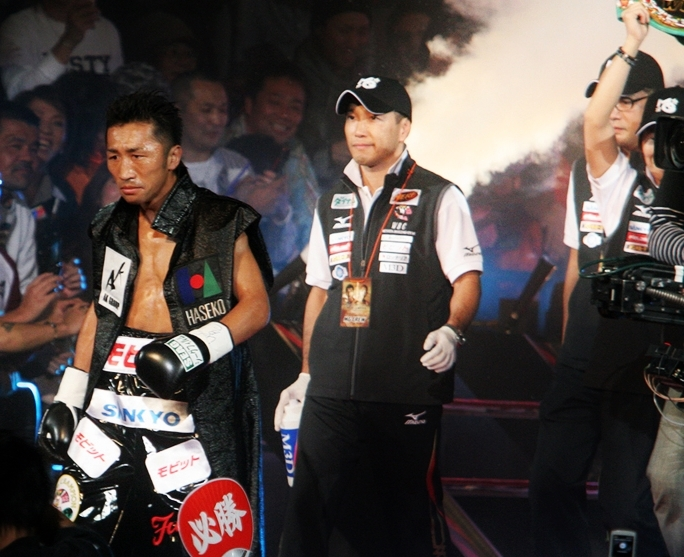
2009年11月、亀田興毅戦のリングに向かう内藤と宮田博行

WBCよりポンサクレックとの王座統一戦を行うことが義務付けられていたが、前述の熊戦の負傷の影響で延期が認められたことから、ポンサクレックは8月28日に母国で升田貴久（三迫）を相手に初防衛戦を行い、6回TKO勝ちで防衛成功した。内藤も統一戦の前に防衛戦を1試合行うことを認められ、11月29日、兼ねてより因縁深かった元WBA世界ライトフライ級王者の亀田興毅と対戦し、試合は2Rに興毅の左ストレートが内藤の鼻を捉え、このパンチ以降鼻からの断続的な出血を強いられ、アウトボクシングをする興毅を内藤が追い続ける展開となったが、興毅を捉えきれず0-3の判定で敗れて王座から陥落した。
家族からは引退を勧める声もあり、進退に注目が集まっていたが、亀田興毅戦からちょうど2か月後の2010年1月29日に宮田ジムで記者会見を行い、「打倒亀田」を掲げ現役続行を表明した。

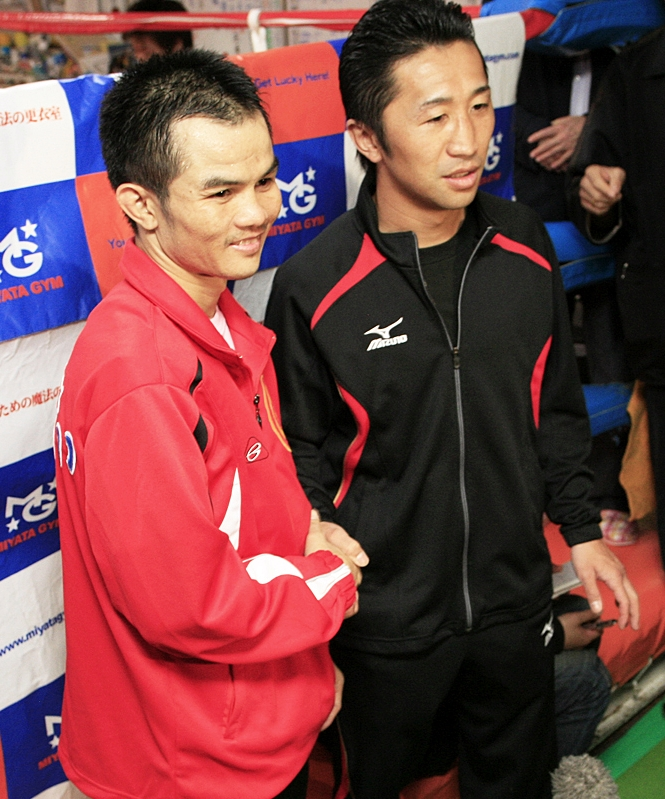
2010年3月、亀田興毅との王座統一戦のために東京を訪れたポンサクレック・ウォンジョンカムと内藤

5月9日に後楽園ホールで「再起戦」として、リエンペット・ソー・ウィラポン（タイ）とノンタイトル10回戦を行い、5RKO勝ちした。以降1年以上試合を行わず、世界王者であるため、JBCの規定でライセンスが失効する37歳を過ぎても再交付の申請は可能だったが、手続きを行っていないことが明らかとなりライセンスを失った状態であった。
2011年11月12日放送の『ジャンクSPORTS』（フジテレビ）にて現役引退を表明し、後日正式に引退会見を開いた。
12月31日に大阪府立体育会館で行われた井岡一翔のタイトルマッチの前座で引退セレモニーが行われ、2012年1月12日には、かつての勤務先でありスポンサーの長谷工コーポレーション主催による引退パーティーが開かれ、エキシビションを披露した。

### 引退後
2012年6月より『ダイヤモンドグローブ』（フジテレビNEXT）の解説者に就任することが発表された。6月20日には、TBSが中継した井岡一翔と八重樫東のWBC・WBAミニマム級王座統一戦に解説者として出演し、以降もTBSのボクシング中継で解説を務めている。フジテレビにもゲスト出演するほか、現役時代にもテレビ東京の中継にゲスト解説として出演したことがある。
また、フジテレビ系の昼ドラ『モメる門には福きたる』で、本格的に俳優デビューした。
2013年7月には、北海道札幌市白石区に内藤がプロデュースするラーメン店「麺屋べんべ」が開業している。
2016年10月23日長野県諏訪市で行われた「第28回諏訪湖マラソン」から長谷工コーポレーションの出場メンバーと共に出場している。
2019年2月、北海道の民放5局とNHK札幌放送局による共同キャンペーン『One Hokkaido Project』のキャンペーンソングに参加。
2019年10月11日、東京都内でバイクを運転中にトラックと接触し転倒して肋骨を折る重傷を負った。

## 戦績
- プロボクシング：42戦 36勝 (23KO) 3敗 3分

| 戦           | 日付           | 勝敗 | 時間     | 内容        | 対戦相手                         | 国籍           | 備考                                                           |
| ------------ | -------------- | ---- | -------- | ----------- | -------------------------------- | -------------- | -------------------------------------------------------------- |
| 1            | 1996年10月11日 | ☆    | 1R 0:55  | KO          | 西野龍三（レパード玉熊）         | 日本           | プロデビュー戦                                                 |
| 2            | 1997年4月30日  | ☆    | 2R 0:39  | KO          | 押金励（角海老宝石）             | 日本           | 1997年東日本ジュニアフライ級新人王トーナメント予選             |
| 3            | 1997年6月17日  | ☆    | 1R 0:42  | KO          | 関裕介（高崎）                   | 日本           |                                                                |
| 4            | 1997年8月1日   | △    | 4R       | 判定1-0     | 榎本信行（三迫）                 | 日本           |                                                                |
| 5            | 1998年4月23日  | ☆    | 1R 1:45  | KO          | 安斉治明（F赤羽）                | 日本           | 1998年東日本フライ級新人王トーナメント予選                     |
| 6            | 1998年6月30日  | ☆    | 1R 1:24  | TKO         | 佐藤崇（MI花形）                 | 日本           |                                                                |
| 7            | 1998年8月7日   | ☆    | 1R 2:20  | KO          | 伊藤克憲（角海老宝石）           | 日本           |                                                                |
| 8            | 1998年9月28日  | ☆    | 4R       | 判定2-0     | 久保田隆治（沖）                 | 日本           |                                                                |
| 9            | 1998年11月8日  | ☆    | 6R       | 判定3-0     | 佐藤宏章（F赤羽）                | 日本           | 1998年東日本フライ級新人王トーナメント決勝戦                   |
| 10           | 1998年12月9日  | ☆    | 1R 1:00  | KO          | 福山登（大阪帝拳）               | 日本           | 1998年全日本フライ級新人王決定戦                               |
| 11           | 1999年4月5日   | ☆    | 2R 1:36  | TKO         | ジュン・オルハリーサ             | フィリピン     |                                                                |
| 12           | 1999年6月14日  | ☆    | 7R 0:25  | TKO         | ジョビー・マンチャ               | フィリピン     |                                                                |
| 13           | 1999年9月13日  | ☆    | 1R 1:28  | KO          | 李明星                           | 韓国           |                                                                |
| 14           | 1999年12月15日 | ☆    | 8R       | 判定3-0     | 田中潤（ワタナベ）               | 日本           |                                                                |
| 15           | 2000年7月6日   | ☆    | 6R       | 判定3-0     | 伊波秀吉（具志川）               | 日本           |                                                                |
| 16           | 2000年9月19日  | ☆    | 3R 2:12  | KO          | ヨドペット・チュワタナ           | タイ           |                                                                |
| 17           | 2000年10月28日 | ☆    | 3R 1:11  | TKO         | サックモンコン・シンマナサック   | タイ           |                                                                |
| 18           | 2000年12月5日  | ☆    | 10R      | 判定3-0     | 池田政光（渡嘉敷）               | 日本           |                                                                |
| 19           | 2001年2月13日  | ☆    | 5R 2:37  | TKO         | 殿台カローラ（殿台赤城）         | フィリピン     |                                                                |
| 20           | 2001年7月16日  | △    | 10R      | 判定1-0     | 坂田健史（協栄）                 | 日本           | 日本フライ級タイトルマッチ                                     |
| 21           | 2001年10月18日 | ☆    | 5R 2:16  | TKO         | ウィン・ネイションマン           | タイ           |                                                                |
| 22           | 2002年4月19日  | ★    | 1R 0:34  | KO          | ポンサクレック・ウォンジョンカム | タイ           | WBC世界フライ級タイトルマッチ                                  |
| 23           | 2002年9月19日  | ☆    | 7R 1:53  | TKO         | タオチャイ・ソーソーゴージム     | タイ           |                                                                |
| 24           | 2002年12月11日 | ☆    | 10R      | 判定3-0     | 菊井徹平（花形）                 | 日本           |                                                                |
| 25           | 2003年2月26日  | ☆    | 2R 0:34  | TKO         | マノップ・シットゴーソン         | タイ           |                                                                |
| 26           | 2003年9月2日   | ☆    | 5R 1:15  | TKO         | ソントーン・チタラダ             | タイ           |                                                                |
| 27           | 2004年2月25日  | ☆    | 2R 2:46  | TKO         | 瓜生崇大（輪島S）                | 日本           |                                                                |
| 28           | 2004年6月6日   | ☆    | 6R 2:33  | 負傷判定3-0 | 中野博（畑中）                   | 日本           | 日本フライ級タイトルマッチ                                     |
| 29           | 2004年10月11日 | ☆    | 1R 0:24  | TKO         | 小嶋武幸（横浜さくら）           | 日本           | 日本王座防衛1                                                  |
| 30           | 2005年4月11日  | ☆    | 10R      | 判定3-0     | 榎本信行（三迫）                 | 日本           | 日本王座防衛2                                                  |
| 31           | 2005年10月10日 | ★    | 7R 2:38  | 負傷判定0-3 | ポンサクレック・ウォンジョンカム | タイ           | WBC世界フライ級タイトルマッチ                                  |
| 32           | 2006年2月13日  | ☆    | 10R      | 判定2-1     | 中広大悟（広島三栄）             | 日本           | 日本王座防衛3                                                  |
| 33           | 2006年6月27日  | ☆    | 6R 1:38  | TKO         | 小松則幸（エディタウンゼント）   | 日本           | 日本・OPBF東洋太平洋フライ級王座統一戦 日本王座防衛4・OPBF獲得 |
| 34           | 2006年12月10日 | ☆    | 12R      | 判定3-0     | 吉山博司 （ヨシヤマ）            | 日本           | OPBF防衛1                                                      |
| 35           | 2007年7月18日  | ☆    | 12R      | 判定3-0     | ポンサクレック・ウォンジョンカム | タイ           | WBC世界フライ級タイトルマッチ                                  |
| 36           | 2007年10月11日 | ☆    | 12R      | 判定3-0     | 亀田大毅（協栄）                 | 日本           | WBC防衛1                                                       |
| 37           | 2008年3月8日   | △    | 12R      | 判定1-1     | ポンサクレック・ウォンジョンカム | タイ           | WBC防衛2                                                       |
| 38           | 2008年7月30日  | ☆    | 10R 0:57 | KO          | 清水智信（金子）                 | 日本           | WBC防衛3                                                       |
| 39           | 2008年12月23日 | ☆    | 11R 1:11 | TKO         | 山口真吾（渡嘉敷）               | 日本           | WBC防衛4                                                       |
| 40           | 2009年5月26日  | ☆    | 12R      | 判定3-0     | 熊朝忠（ユウ・チョウチュウ）     | 中華人民共和国 | WBC防衛5                                                       |
| 41           | 2009年11月29日 | ★    | 12R      | 判定0-3     | 亀田興毅（亀田）                 | 日本           | WBC王座陥落                                                    |
| 42           | 2010年5月9日   | ☆    | 5R 2:12  | KO          | リエンペット・ソー・ウィラポン   | タイ           |                                                                |
| テンプレート |                |      |          |             |                                  |                |                                                                |

## 獲得タイトル・記録
- 東日本フライ級新人王
- 全日本フライ級新人王
- 日本フライ級王座（防衛4＝返上）
- OPBF東洋太平洋フライ級王座（防衛1＝返上）
- WBC世界フライ級王座（防衛5）

受賞歴
- プロ・アマチュア年間表彰
  - 2007年度プロ部門 最優秀選手賞・年間最高試合賞（2007年7月18日、vs. ポンサクレック・ウォンジョンカム）
  - 2008年度プロ部門 敢闘賞
  - 2009年度プロ部門 努力賞[23]
- WBC月間最優秀選手(Boxer of the month)（2008年7月30日、vs. 清水智信）[注釈 2]

各種記録
- 世界フライ級タイトルマッチ史上最短KO記録（2002年4月19日、vs ポンサクレック・シンワンチャー、1R 0:34★）
- 日本タイトルマッチ史上最短KO記録（2004年10月11日、vs 小嶋武幸、1R 0:24☆）[注釈 3]
- 2008年 TBSテレビ年間視聴率トップ3[24]（かっこ内は番組平均世帯視聴率）
  - 3月8日、ボクシングWBC世界フライ級タイトルマッチ・内藤大助×ポンサクレック（26.3）
  - 12月23日、ボクシングWBC世界フライ級タイトルマッチ・内藤大助×山口真吾（25.6）
  - 7月30日、ボクシング世界フライ級ダブルタイトルマッチ・内藤大助×清水智信 & 坂田健史×久高寛之（24.7）

## プロボクサーとして
入場曲は、C-C-Bが1985年にリリースした『Romanticが止まらない』。
リーチは173cmで、フライ級では長い部類に入る。ハードパンチャーでもあり、生涯KO率は7割近くに達した。ボクシングスタイルは変則的と称され、常に上体を大きく動かしながらパンチを繰り出し、反動を活かして追撃や回避、あるいはその両方を素早く行う。また、コンビネーションのリズムの変化や豊富なフェイントなども、対戦相手を困惑させる要因となっている。
パーリングやウィービング、あるいはスリッピングなどのパンチから逃げずにかわし即反撃に繋げる技術に秀でており、試合では相手のパンチに即座に反応してパーリングしつつ、ほぼ同時に反撃のパンチを入れるシーンを見せ、2008年12月23日の山口真吾戦では11R1分11秒でTKO勝ちを収めるまでに839発を記録(日刊スポーツ調べ)するなど、手数の多さにも定評があった。

### 好敵手・ポンサクレック
タイが誇る名ボクサー、ポンサクレック・ウォンジョンカムとは、4度に亘り対戦した。

#### 第1戦
2002年4月19日、無敗で世界初挑戦。敵地タイで、ポンサックレックの持つWBC世界フライ級王座に挑んだ（ポンサクレックは5度目の防衛戦）。
敵地ゆえに判定決着では負けると判断した内藤は、初回から積極的に仕掛けるが、開始20秒付近で内藤が右アッパーを出した矢先、ポンサクレックが左フックを被せた。結果、強烈なカウンターとなり内藤はリング上で大の字になりながら失神し、世界フライ級タイトルマッチ史上最短となる34秒でのKO負けとなった。

#### 第2戦
2005年10月10日、ポンサクレックに再挑戦した。ポンサクレックは防衛を重ね、この試合が12度目の防衛戦だった。
1Rは内藤がポンサクレックに対して積極的に攻撃を仕掛けたが、2Rの偶然のバッティングで内藤が出血し、ポンサクレックの攻勢から、7Rに試合がストップ。負傷判定で内藤の世界再挑戦は失敗した。

#### 第3戦
2007年7月18日、三たびポンサクレックに挑戦した。ポンサクレックの王座防衛回数は、ミゲル・カント（メキシコ）の「14」を上回る、フライ級史上最多の「17」にまで伸びていた。
第1戦・第2戦の反省を踏まえ、内藤は序盤から距離をとり、長いリーチと変則的なアウトボクシングで右ストレートと左フックで有効打を重ねていった。ポンサクレックも要所でコンビネーションブローを決め、試合は判定に縺れ込んだ結果、3・3・2差の3-0判定で内藤の勝利となり、32歳10か月にして悲願の世界チャンピオンとなった。
判定結果を聞いた内藤は、自分の右の頬をつねったり顔を叩くなどして「夢ではない」ことを確かめる素振りを見せていた。2007年度の年間最高試合に選出された。

#### 第4戦
亀田大毅との初防衛戦を制した内藤は、WBCの規定により、2008年3月8日に前王者ポンサクレックと2度目の防衛戦を行った。
序盤から中盤に掛けては中々パンチが当たらない展開だったが、中盤以降にお互いのパンチが当たり出し、お互い最終ラウンドまで足が止まらないタフでアグレッシブな試合となった。
判定は1-1の三者三様で引き分けとなり、内藤が2度目の防衛に成功した。

### 亀田家との因縁

#### 長男・興毅への対戦要求
事の発端は2005年1月、そのビッグマウスと派手なパフォーマンスで当時のボクシング界の話題をさらっていた亀田興毅が、週刊誌のインタビューの中で内藤を「弱い」と評し、これを受けた内藤が興毅に対戦を呼び掛けたことに始まる。しかし亀田陣営は「誰やそれ? 興味無いわ」「6回戦レベル」などと歯牙にも掛けない態度を貫いていた。内藤も負けじと、自身と容姿が似ている波田陽区の持ちネタである「ギター侍」に扮し、「結局逃げられて…残念! 亀田君、たまには日本人とやろうよ…斬り!!」というキャッチコピーを載せたポスターを作製するなどして、亀田陣営を挑発した。
内藤はポンサクレックへの3度目の挑戦を前に「世界王者になれたら亀田を挑戦者に指名する」と宣言した。試合後内藤は、「これで立場が逆になった。チャンピオンになったのだから、どっしりと構えますよ。あっちが（戦いたいと）言ってくるまで待つ」とコメント。これを受け興毅も「いつでもやってやる」と挑戦者に名乗りを上げたが、初防衛戦の相手は興毅ではなく次男の大毅（当時WBCフライ級14位）に決定した。

#### 次男・大毅との初防衛戦
マッチ契約前から当該興行は、亀田兄弟の所属する協栄ジムのプロモートが決定しており、協栄側は大毅に、世界王座獲得の日本人最年少記録を懸けさせたいと目論んでいたことから、内藤陣営に厳しい交渉期限を設けていた。そのため宮田ジムの宮田博行会長は、ポンサクレック陣営の持つオプションの買い取り交渉を1日で決めるために奔走した。
両者は舌戦を繰り広げ、亀田陣営が内藤をゴキブリ呼ばわりして挑発したが、内藤は「前に自分をゴキブリ呼ばわりしたけど、ゴキブリはしぶといよ。地球が滅亡しても生き残るんだからね。ゴキブリが1番強いことを証明しますよ」「亀田兄弟は何で日本人と戦わないのかと、みんなが思っている。ここで僕と戦わないと亀田の人気は下がるんじゃないの?」などと反撃し、大毅も「（取材記者から対策を聞かれ）ゴキブリに分析もクソもあるか。ゴキブリホイホイや」「あいつ昔いじめられとったんやろ? 俺がリングでいじめたるよ。俺はいじめっ子や!」などと舌戦を繰り広げた。
試合は、序盤からガードを固めて突進する単調な試合運びだった大毅に対し、内藤がガードの上から有効打を浴びせるなど老獪な技術で最終ラウンドまで圧倒し、判定3-0で圧勝、初防衛となった。大毅は序盤からサミングやローブローを出し、試合中のオープンスコアリングシステムで大毅不利が伝えられると、12Rではグローブの上からサミングを出し、更に内藤を抱えて投げ飛ばすなど様々な反則行為を行った。
これらを兄・興毅と父・史郎が指示していた事実も後に明らかになり、日本中からの批判に晒された。内藤は勝利者インタビューで「思った以上にやりにくかった。ただ、ポンサクレックより全然弱かったです」、「亀田に初黒星をつけて、国民の期待に少しは応えられたと思います」とコメント。試合後の会見では「（腫れ上がった両眼周辺を指して）これは全部サミングです。試合中はずっと目ばかり狙ってきた」と怒りを露わにし、「ボクシングは喧嘩ではなくスポーツ。あっちが反省しないのなら、もう亀田兄弟とはやらない」と宣言した。
しかし、10月17日に亀田父子が会見で謝罪したのを受け、「ああいう態度の亀田父子を見るのは初めて。僕はもう終わったことだからと割り切っている。いがみ合って終わりになったので『お疲れさま』と讃え合いたい」と述べ、和解に前向きな姿勢を見せた。大毅は会見の翌日に内藤宅を訪問し直接謝罪し、史郎も電話にて謝罪をしたとのことで、内藤は「気持ちは伝わりました。この問題はこれで本当に終わりです」とコメントした。

#### 興毅との対戦〜王座陥落へ
2008年7月30日に行われた3度目の防衛戦での内藤の勝利者インタビュー中に、突如亀田興毅がリングに上がり「次に試合をしよう」などとマイクパフォーマンスをした。興毅の行動に対し観客席からは歓声混じりの野次も飛び、試合を中継したTBSに視聴者からの抗議が寄せられたが、TBS側は「ハプニングで、設定ではない」としている。
2009年11月29日に興毅とWBCフライ級王座6度目の防衛戦を行った。序盤に興毅のカウンターで鼻を骨折し、その後アウトボクシングに徹した興毅の作戦が功を奏し、0-3の判定で敗れ王座防衛に失敗した。
敗戦後は引退も匂わせる発言もしていた内藤だったが、王座陥落から2か月後の2010年1月29日に宮田ジムで記者会見を行い、興毅との再戦を目指し現役続行を表明したものの、当の興毅は3階級制覇を目指していたこともあり、再戦には消極的であった。
興行権は内藤側が保持しており、興毅が初防衛戦となる指名試合を制した場合には再戦が可能だったものの、興毅がポンサクレックに敗れ初防衛に失敗し、興毅が階級をバンタム級へ上げたことで対戦の可能性がほぼ無くなったことが、引退を決める要因の1つとなった。

## 人物
母親の教育方針は厳しく、「母親から一度も褒められたことがない」と話しており、当の母も「褒めて育てるのは趣味じゃない」とインタビューで答えている。内藤は中学時代、いじめられていることを母に相談出来なかったが、母は「いじめられていたことを知っていれば黙っていなかった。ボクサーになった大助が祝勝会で話すのを聞くまで、まったく知らなかった。気づいてやれなかった自分の不甲斐なさに腹が立つ」と自責の念があるとしている。また、日本王者になった際、嬉しさのあまり母親に連絡をしたが、浮かれ気分を諌める目的があったのか、母親から「喜ぶのは世界を制してからにしろ。日本王者になったぐらいでいい気になるな」と言われ、逆に怒られたという。
内藤の収入が不安定だったにもかかわらず、夫人との結婚を許してくれた義理の両親を敬愛しており、テレビ朝日系列の人気番組『大改造!!劇的ビフォーアフター』を通じて店舗兼自宅のリフォームをプレゼントしている。これが契機となり、「有名人の実家リフォーム相談スペシャル」がシリーズ化された。
2007年末、トレーニングの一環として大相撲の宮城野部屋を訪れ、同部屋所属の第69代横綱・白鵬と稽古を行った。翌年2月には白鵬が宮田ジムを訪れ、内藤とサンドバッグ叩きやミット打ちなどを練習し、親交を深めている。これが縁で、『関口宏の東京フレンドパークII』（TBS）で白鵬と共演している。

## 出演・作品

### テレビ
単発出演の番組は除く。
- カミングアウトバラエティ!! 秘密のケンミンSHOW（読売テレビ制作・日本テレビ系列） - 北海道民
- トミカヒーロー レスキューフォース 第30話「チャンプ内藤登場 魂のゴングを鳴らせ」（テレビ東京系、2008年10月25日） - 本人役[注釈 5]
- 大改造!!劇的ビフォーアフター（ABCテレビ制作・テレビ朝日系列） - 複数回出演。2009年10月11日の放送では、依頼人として義理の両親宅のリフォームを依頼した。
- U型テレビ（北海道文化放送、2011年4月4日 - 2012年3月） - 金曜日レギュラー
- シルシルミシルさんデー（テレビ朝日系） - 「全国ニッポン1視察」レポーター
- 土曜スペシャル（テレビ東京系） 
  - 一度は登りたい!にっぽん名山紀行（2011年5月28日） - 長男と金時山に登山。
  - 北海道〜東京2000キロ!トラック乗り継ぎふれあい旅（2012年1月28日）
  - 鹿児島〜東京3000キロ!トラック乗り継ぎふれあい旅（2012年6月30日）
  - 北海道〜東京2000キロ トラック乗り継ぎふれあい旅3（2013年2月9日）
  - 長崎〜東京2000km! トラック乗り継ぎふれあい旅4（2013年7月20日）
- モメる門には福きたる 第46話（東海テレビ制作・フジテレビ系列、2013年3月11日） - 吉田重幸 役
- 趣味Do楽 （NHK Eテレ）
  - 『城戸真亜子の油絵って楽しい!』（2013年6月・7月期）
  - 『3か月でフルマラソン めざせ!サブ4』（2014年11月・12月期）
- 内藤大助の大冒険（NHK BSプレミアム） - ナビゲーター
  - 内藤大助の大冒険 大いなる道をゆく
    - 第1回 「馬で駆けろ! 勇者の道」（2017年11月1日）
    - 第2回 「水の迷宮 夢を運ぶカヌー」（2017年11月8日）
    - 第3回 「激流を乗り越えろ! 欲望の道」（2017年11月15日）
    - 第4回 「先住民の知恵が生きる大河」（2017年11月22日）
    - 第5回 「大地に刻まれた鉄道の記憶」（2017年11月29日）
    - 第6回 「黄金のラストフロンティア」（2017年12月6日）

  - 内藤大助の大冒険 シーズン2～アメリカ（アラスカ編）
    - 第1回 「アラスカ 大氷壁に挑む」（2018年12月15日）
    - 第2回 「犬ゾリで駆けろ! 白銀の大地」（2018年12月22日）

  - 内藤大助の大冒険「決死の綱渡り!ラオス　密林と激流のサバイバル」(2020年3月18日)

### ラジオ
- 内藤大助ラジオパンチドランカー（TBSラジオ）
  - Kakiiin内（2007年12月5日 - 2008年3月28日・同年10月1日 - 2009年3月18日、毎週水曜日） - 10月1日放送分より『グリグリ』から移動
  - グリグリ 〜goody goody〜内（2008年4月21日 - 2008年9月1日、毎週月曜日）

### CM
- カーチス（2007年）
- P&G ボールド（2008年）
- わかさいも本舗 わかさいも（2009年 - ）
- サントリーフーズ ボス「桜篇」（2010年3月）
- ソフトバンクモバイル プリモバイル「ケータイもってないブラザーズ篇」（2010年）
- アサヒビール アサヒ一番麦（2011年3月）
- 長谷工コーポレーション（2014年[39]、2017年[40]）

### CD
- 2009年3月7日公開アニメーション映画 『超劇場版ケロロ軍曹 撃侵ドラゴンウォリアーズであります!』 主題歌「ケロロ・ジャポ〜ン!」 - 加藤夏希とのデュエット曲
- 私たちの道 - One Hokkaido Project（参加作品、 WESS RECORDS、デジタル配信2019年2月20日、CDシングル2019年3月6日）[21]

### MV
- 私たちの道 - One Hokkaido Project[41]

### 著書
- 内藤大助 『いじめられっ子のチャンピオンベルト』[注釈 6]講談社、2008年2月 ISBN 978-4-06-214548-0
  - 2008年7月28日には、TBS系『月曜ゴールデン』枠で「内藤大助物語 〜いじめられっ子のチャンピオンベルト〜」のタイトルでドラマ化された。

### WEB
- 内藤大助が釣る！-YouTubeスポニチチャンネル